# ضربات اليمن 30 مايو 2024
في 30 مايو 2024، نفذت الولايات المتحدة والمملكة المتحدة مجموعة مشتركة من الغارات الجوية في صنعاء والحديدة باليمن، مما أسفر عن مقتل 16 شخصًا وإصابة 42 آخرين. وزعمت الولايات المتحدة والمملكة المتحدة أن الضربات كانت تستهدف أعضاء في حركة أنصار الله الحوثيون؛ لكن الحوثيين زعموا أن جميع القتلى والجرحى في الغارات كانوا من المدنيين.

## خلفية
وشنت حركة أنصار الله المتهمة بتلقي الدعم من إيران، والتي سيطرت على جزء كبير من اليمن خلال حربها الأهلية، هجمات على الشحن الدولي للمطالبة بوقف العمليات الإسرائيلية في غزة، والتي قُتل فيها أكثر من 36 ألف فلسطيني. خلال حملتهم، هاجمت أكثر من 50 سفينة، وتم الاستيلاء على سفينة واحدة، وقتل ثلاثة بحارة. وتسببت الهجمات في تراجع حركة الشحن في البحر الأحمر وخليج عدن.
في يناير/كانون الثاني 2024، بدأت الولايات المتحدة والمملكة المتحدة ضربات انتقامية ضد الحوثيين في اليمن، سعياً إلى إضعاف قدراتهم. وأسفرت الغارات عن مقتل 40 شخصاً وإصابة 35 آخرين، بحسب الحوثيين.

## الضربات
وقالت الولايات المتحدة إن الضربات استهدفت منشآت تحت الأرض ومنصات إطلاق صواريخ ومواقع قيادة وسيطرة وسفينة تابعة للحوثيين ومواقع أخرى. أقلعت طائرات مقاتلة من طراز إف/إيه-18إي/إف سوبر هورنت من حاملة الطائرات يو إس إس دوايت دي أيزنهاور بمشاركة سفن حربية أخرى في البحر الأحمر. ووقعت الضربات خارج صنعاء وبالقرب من مطارها وفي تعز، حيث استهدفت معدات الاتصالات. استخدمت إحدى الغارات قنبلة GBU-72 تزن 5000 رطل لتدمير منشأة تحت الأرض. نفذت طائرات يوروفايتر تايفون تابعة للقوات الجوية الملكية، باستخدام القنابل الموجهة بيفواي الرابعة، ضربات على منشآت تحكم وتخزين أرضية بدون طيار بالقرب من الحديدة ومركز القيادة والسيطرة. في المجمل، تم ضرب 13 هدفًا في اليمن.
وقال الحوثيون إن الغارات في الحديدة استهدفت منزلين للمدنيين ومقر إذاعة الحديدة في مديرية الحوك ومعسكر غليفة وميناء الصليف. وبحسب ما ورد أدى الهجوم على مبنى الإذاعة إلى مقتل شخصين وإصابة عشرة آخرين. وزعم الحوثيون أن جميع الضحايا في الحديدة كانوا من المدنيين،  إلا أن أحد العاملين في مستشفى في المدينة قال إن مسلحين كانوا من بين الضحايا، لكنه لم يذكر رقمًا محددًا. وأفادت قناة المسيرة التابعة للحوثيين عن وقوع ست غارات جوية في صنعاء: ثلاث على جبل النهدين، واثنتان في منطقة جربان بمديرية سنحان، وواحدة بالقرب من مطار صنعاء الدولي.

## النتائج
هدد الحوثيون بتصعيد الهجمات على السفن بعد الهجمات. وادعى المتحدث باسم الحوثيين يحيى سريع تنفيذ هجمات صاروخية وبطائرات بدون طيار على السفينة يو إس إس دوايت دي أيزنهاور، لكن المسؤولين الأمريكيين نفوا ذلك. ووصف المتحدث باسم الحوثيين محمد عبد السلام الضربات بأنها "عدوان وحشي" على اليمن لدعمها وتقديم الدعم لغزة في الحرب بين إسرائيل وحماس.
ووصفت وسائل الإعلام الإيرانية الرسمية الهجمات بأنها انتهاك للقانون الدولي وحقوق الإنسان لتقليلها من "سيادة اليمن وسلامة أراضيه"، بينما صرح المتحدث باسم وزارة الخارجية الإيرانية ناصر كنعاني: "إن الحكومتين الأمريكية والبريطانية المعتديتين مسؤولتان عن عواقب هذه الجرائم ضد الشعب اليمني".